# Damla Çakıroğlu

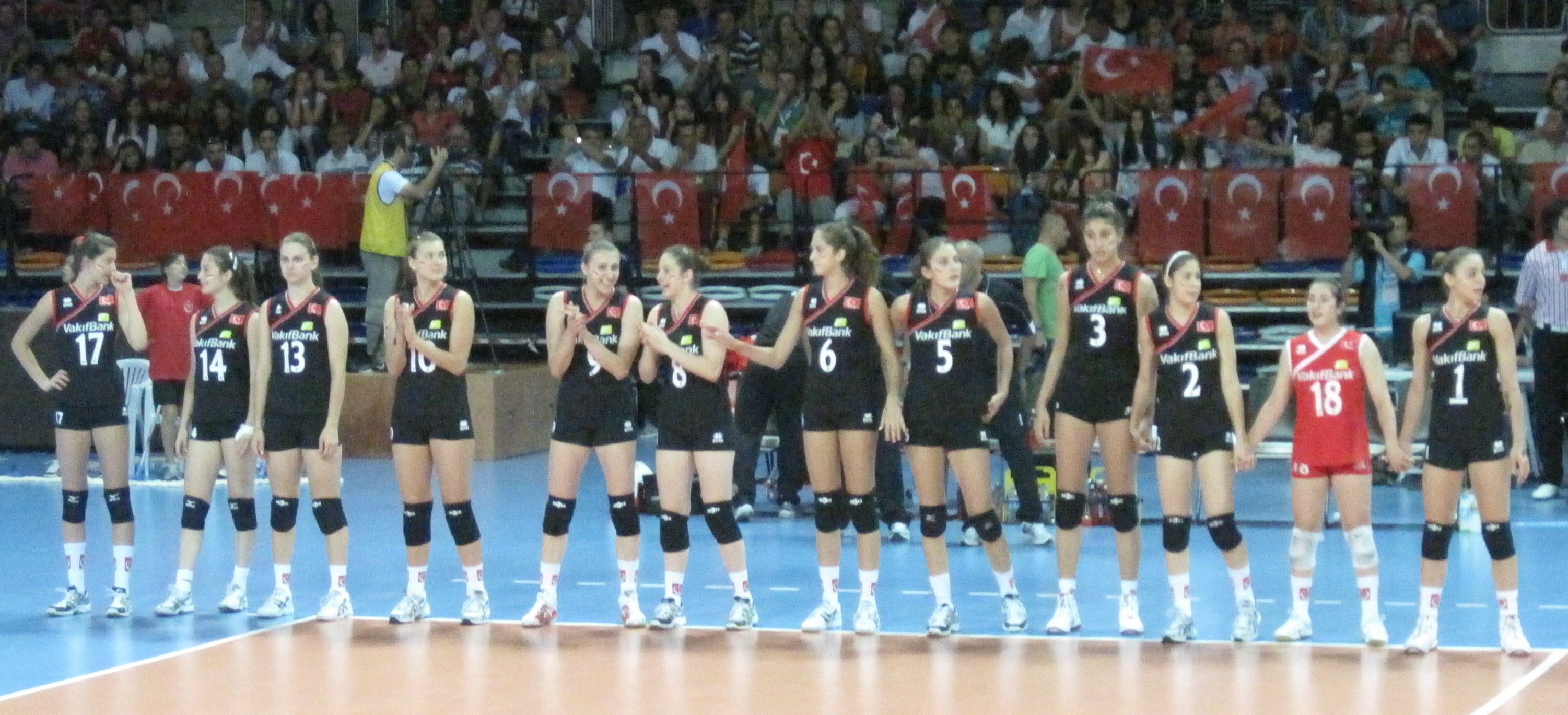
Damla Çakıroğlu (número 1) amb la selecció nacional de voleibol femenina de Turquia juvenil, campiona del món de 2011.

Damla Çakıroğlu (Ankara, 22 de juny de 1994) és una jugadora de voleibol turca. Actualment juga a l'equip de voleibol femení Eczacıbaşı VitrA. Abans va jugar a l'equip de la seva escola TVF Güzel Sanatlar ve Spor Lisesi (Institut per a les Arts i els Esports), becada per la Federació de Voleibol de Turquia (TVF). Va ser la capitana de la selecció nacional turca sub-20 de voleibol.
Damla Çakıroğlu és filla de Merih Çakıroğlu, conegut entrenador de basquetbol.